# وین ماون (بازیکن فوتبال)
وین ماون (انگلیسی: Win Maung؛ زادهٔ ۱۲ مهٔ ۱۹۴۹) بازیکن فوتبال اهل میانمار بود.
وی به‌همراه تیم ملی فوتبال میانمار در بازی‌های المپیک تابستانی ۱۹۷۲ شرکت کرده‌است.